# À propos de mon père
Singles de Johnny Hallyday
Rock'n'roll man
(1974) La fille de l'été dernier
(1975)
À propos de mon père est une chanson de Johnny Hallyday sortie en 1974. Extrait de l'album Rock 'n' Slow, le titre est diffusé en 45 tours en janvier 1975.
Composé par Marc Benois, sur des paroles de Michel Mallory, le chanteur livre une de ses chansons les plus intimes ; il ne l'a inscrite à son tour de chant qu'une seule fois.

## Histoire
« Mon père a fait de moi un déraciné. Une déchirure qui me marquera à vie. Ma seule consolation : si j'avais eu un papa comme presque tout le monde, je n'aurais jamais rencontré Lee, le cow-boy de mon cœur, [...], et je ne serais jamais devenu Johnny Hallyday. »
Lorsqu'il rencontre son père Léon Smet pour la première fois, Jean-Philippe Smet est déjà, depuis quatre ans, connu sous le nom de Johnny Hallyday. L'artiste effectue son service militaire, lorsqu'on l'avertit que son père l'attend à l'entrée. Là, un homme, portant dans ses bras une peluche, l'enlace, quand surgissent des photographes pour immortaliser l'instant. Johnny Hallyday apprendra que son père s'était fait payer pour cette mise en scène.
Abandonné par son père durant sa première année, Jean-Philippe, confié par sa mère, est élevé par sa tante Hélène Mar et ses filles Desta et Menen. En 1946, la famille s'installe à Londres durant deux années. Ses cousines sont danseuses classiques et c'est là que Desta va connaître puis épouser un danseur américain, Lee  Ketcham, connu comme Lee Halliday à la scène.
Pour Jean-Philippe, Lee fait office de père de substitution autant que de cœur. C'est aussi l'incarnation du rêve américain. Il est le premier à l'appeler Johnny et plus tard, lorsqu'il sera question de se choisir un nom d'artiste, c'est tout naturellement, comme une filiation, que la future vedette choisit Halliday,.
Vers le milieu des années 1950, « les Halliday » sont de retour à Paris où, bientôt, Johnny fréquente le Golf Drouot et se découvre une vocation : faire du rock 'n' roll. L'adolescent, pour échapper aux désobligeants qui lui font remarquer « qu'il n'a ni père ni mère », s'invente une histoire, une fausse identité, une fausse nationalité : il est américain, né dans un ranch, une illusion dont « transparait son modèle, son frère-père, Lee ».
Après l'épisode de la caserne, Johnny Hallyday n'a jamais réussi à établir de relations avec son père. Il tente de renouer avec lui, d'améliorer son quotidien, mais l'homme instable retournera à sa précarité.
Au cours d'un entretien pour la télévision belge, en 1983, interrogé sur la réussite de son fils, Léon Smet répond : « Il mène sa vie, il a brillamment réussi, je lui souhaite tout le bonheur mais à part ça je m'en fous ! »,.
Lors de ses obsèques, en 1989 à Schaerbeek, le chanteur est seul à suivre le corbillard, ce qui le marque profondément.

## La chanson
Le texte, écrit par son ami et parolier Michel Mallory, colle au plus près de la réalité. Rarement Johnny Hallyday en chanson ne s'est autant dévoilé sur un sujet, une histoire qui, il le révèle, lui fait mal encore quelque soixante-dix ans plus tard.
Le chanteur n'a inscrit qu'une seule fois À propos de mon père dans un récital, en 2000 (soit 26 ans après sa création), lors de ses tours de chant à l'Olympia de Paris.
« Je l'ai inventé tout entier, Il a fini par exister, Je l'ai fabriqué comme j'ai pu, Ce père que je n'ai jamais eu, [...], On m'a donné un nom, on m'a donné la vie, Tant pis si je ne sais pas qui, Je garderai la part du rêve, J'en referai toute ma vie, [...], Il était mon premier secret, Et je disais qu'il existait, Et j'ai menti tant que j'ai pu, Pour ce père que je n'ai pas eu »

Le chanteur, au gré d'un couplet, anticipe la disparition de son père : 
« Il est parti vers un horizon, vers l'oubli, Il dort pour une longue nuit, J'imaginerai tout le reste, Et j'imaginerai sa vie »
(paroles de Michel Mallory)
Sur À propos de mon père, Jean-François Brieu écrit : « Cette chanson n'est ni belle ni sublime. Elle est importante. Elle est rare. Elle est au nom du père. ».

## Discographie
- Johnny Hallyday

1974 :
- 27 novembre : album Rock'n'Slow

1975 :
- 8 janvier : 45 tours Philips 6009584[11] : À propos de mon père, À l'hôtel des cœurs brisés

Discographie live :
- 2000 : Olympia 2000